# قائمة موانئ المغرب

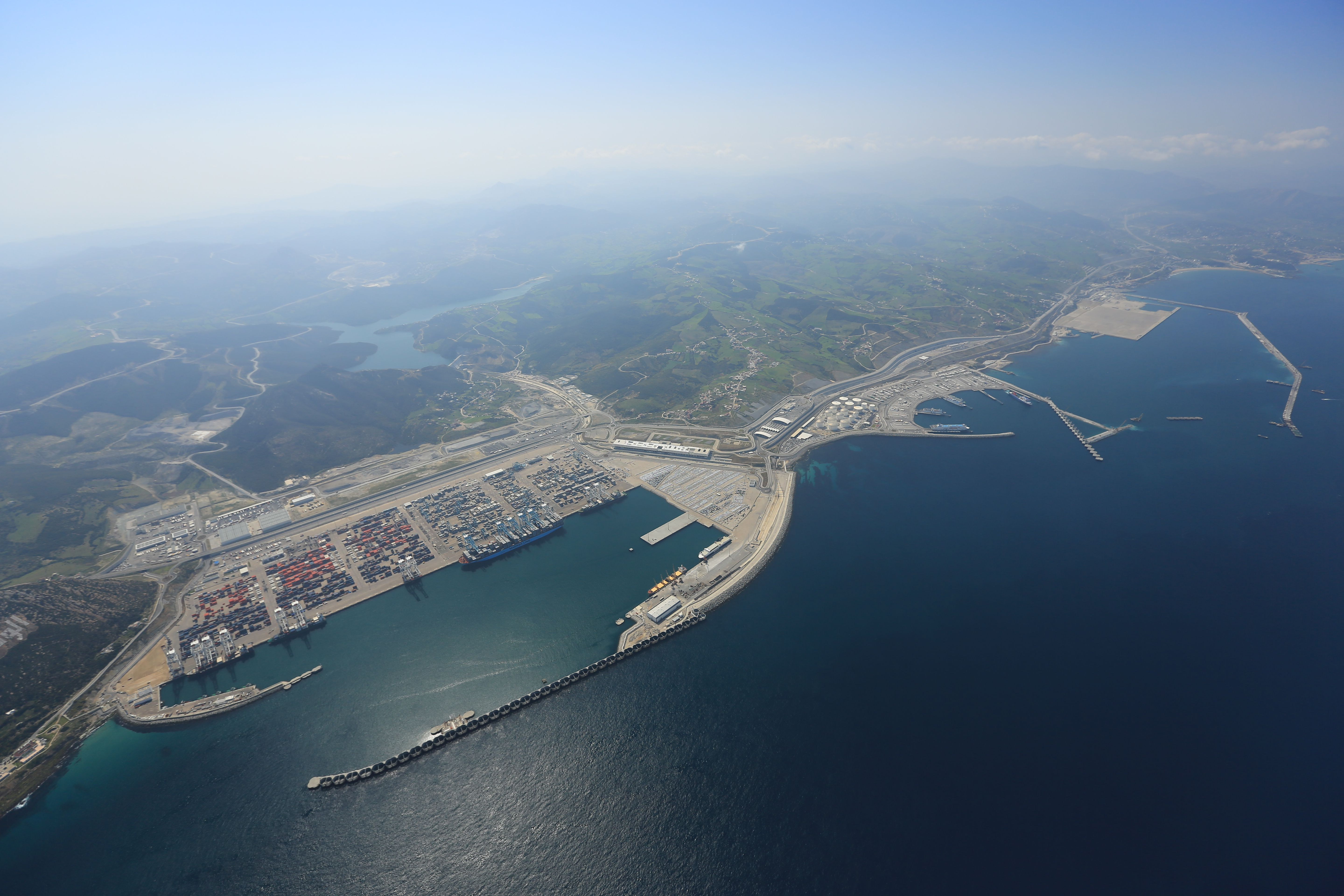
ميناء طنجة المتوسط

موانئ المغرب عددها 38 ميناء، يوجد أهمها بطنجة وهو ميناء طنجة المتوسط الذي يعد أكبر ميناء في أفريقيا، بالإضافة إلى العديد من الموانئ البحرية على طول الشريط الساحلي، فالمغرب يمتاز بواجهتين بحريتين تمتدان على المحيط الأطلسي والبحر الأبيض المتوسط على طول 3500 كلم.

## الموانئ والنقل البحري
يتوفر المغرب على واجهة بحرية شاسعة على البحر الأبيض المتوسط والمحيط الأطلنتي. يمتلك المغرب 38 ميناء تتوزع كالتالي:
- 13 ميناء تجاري دولي.
- 6 موانئ للعبور أو الترفيه.
- 19 ميناء للصيد البحري.

### الموانئ المغربية الرئيسية
حقق النشاط المينائي المغربي رقما قياسيا جديدا سنة 2014، بحجم 115 مليون طن، بزيادة  14.3 % بالمقارنة مع السنة 2013.

#### الموانئ التجارية الأساسية
- طنجة المتوسط (39 مليون طن).
- ميناء الدار البيضاء (25 مليون طن).
- ميناء الجديدة - الجرف الأصفر (22 مليون طن).
- ميناء المحمدية (11,5 مليون طن).
- ميناء آسفي (6.2 مليون طن).
- ميناء أكادير (4.2 مليون طن).
- ميناء العيون (3.2 مليون طن).
- موانئ أخرى (0.5 مليون طن).

#### موانئ بحرية
يحتل المغرب 60 % من الإنتاج العالمي للسردين.
عديد الموانئ المغربية تجعل اصطياد هذا النوع سهل التعليب من الأسماك ثم تصديره من أهم أنشطتها. تصدر أنواع أخرى من السمك في موانئ:
- أكادير
- الداخلة
- آسفي
- العرائش
- الحسيمة
- الجرف الأصفر
- القنيطرة - المهدية

جدير بالذكر أن مينائي أكادير والجرف الأصفر موانئ مختلطة لتصدير واستيراد المنتوجات البحرية والفلاحية.

#### موانئ عبور
النقل البحري للعبور هو الأكثر ملاحظة في موانئ البحر المتوسط، خصوصا مينائي طنجة والناظور. من جهة أخرى، مينائين أطلنتيين يعرفان رواجا هما مينائي أكادير والدار البيضاء.

#### موانئ الترفيه

##### متواجدة حاليا
- طنجة مارينا باي (1400حلقة)
- ميديتيرانيا السعيدية (1350 حلقة)
- مارينا سْمير (450 حلقة)
- مارينا أكادير (300 حلقة)
- مارينا أبي رقراق (250 حلقة)
- مارينا كابيلا
- مارينا المحمدية

### شركات بحرية

#### شركات أجنبية مهيمنة على الموانئ المغربية
- غريمالدي لاينز
- غراندي نافي فيلوتشي
- ترانسميديتيرانيا
- نافييرا أرماس
- أكسيونا
- باليريا

#### شركات بحرية مغربية حالية
- إنترشيبينغ (2012)
- FRS إيبيريا/ المغرب (2000)
- أفريقيا المغرب لينك شركة أُنشئت سنة 2016 من طرف مجموعة البنك المغربي للتجارة الخارجية والمجموعة اليونانية أتيكا.
- أفريكان شيبينغ لاينز شركة بحرية مغربية - نيجيرية

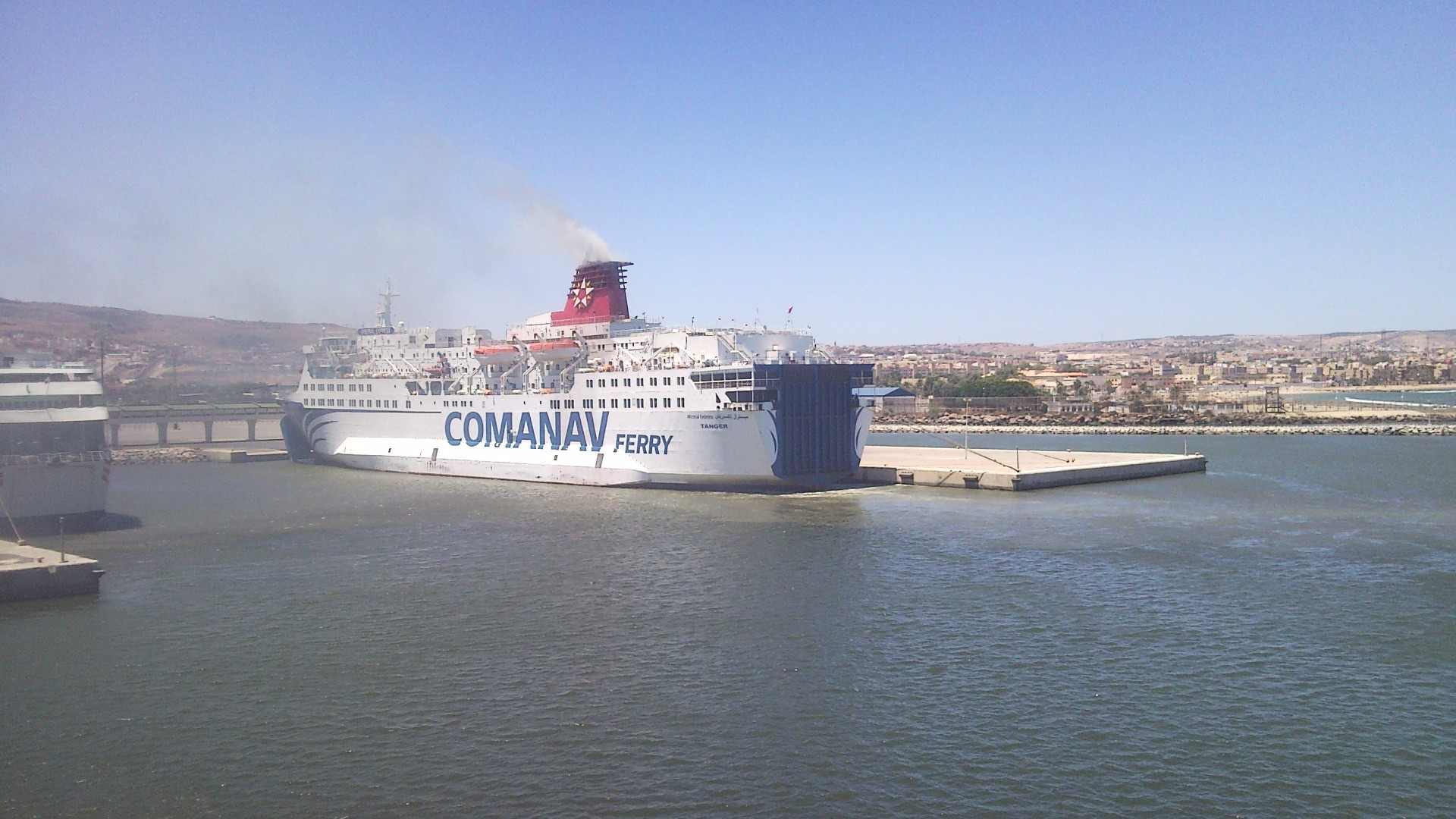
سفينة دحرجة تابعة لشركة كوماناف في ميناء الناظور

#### شركات بحرية مغربية قديمة
- كوماريت
- فيري ماروك
- آي إم تي سي
- رضوان فيري
- الشركة المغربية للملاحة البحرية (كوماناف).

## منطقة البحر الأبيض المتوسط

### ميناء السعيدية
تتوفر مارينا السعيدية التي دشنها الملك محمد السادس في 18 يونيو 2009 على 804 مرسى تتراوح بين 7 و 50 مترا مزودة جميعها بالماء والكهرباء. يبلغ العمق الأدنى 3 أمتار. وتعمل خدمات الشرطة والجمارك على مدار الساعة بالمارينا لتسهيل إجراءات دخول وخروج القوارب والطواقم. يعمل مهنيو مارينا السعيدية أيضا على مدار الساعة لضمان سلامة المنتزهين وتوفير الخدمات لهم.

### ميناء الناظور
يقع ميناء الناظور على ساحل البحر المتوسط، على الجهة الساحلية في أ قصى الشمال الجنوبي شرق رأس المذرات الثلاث، على نحو 70 كم من الحدود الجزائرية. ويتموقع الميناء على الحد الشمالي الغربي من سبخة بوعرك (مارتشيكا) مباشرة جنوب ميناء مليلية وتحديدا على التسعمائة أمتار الأولى من سد مليلية.

#### الخصائص
- طبيعة النشاط: التجارة والمسافرون والصيد؛
- طرق الولوج:
  - الطريق الوطنية رقم 39 الرابطة بين الحسيمة ومليلية؛
  - الطريق السيار بين الرباط ووجدة مع أخذ الخروج الذي يوجد على بعد 100 كلم من الناظور؛
  - المدار المتوسطي الذي يربط الجهة الشرقية بالمدن الرئيسية الشمال غربية للمغرب
- خدمة السكك الحديدية:
  - خط السكك الحديدية بين الناظور وتاوريرت.

#### نبذة تاريخية
منذ سنة 1955 كانت مدينة الناظور تتوفر على مرفأ صغير شُيِّدَ على البحيرة الكبيرة المسماة (مارتشيكا) المرتبطة بالبحر المتوسط من خلال قناة. وقد تم بناء هذه الأخيرة والتي يبلغ طولها 2500 متر من أجل تعزيز أنشطة الاستيراد والتصدير (المواد الغذائية الاساسية ومواد البناء في المقام الأول) باستخدام زوارق بخارية سعتها 300 طن من الحمولة النفعية وعمق يقل عن 3 أمتار.
كان بناء الميناء الجديد الناظور بني أنصار الذي شُرِع في تشييده في يناير 1975 في المياه العميقة يستِهدف أساسا (الواردات والصادرات) للجهة الشرقية (والذي يعد منفذها الرئيسي) وكذا مجمع الصلب بالناظور (صوناسيد ـ سيفريف). شُرِع في استغلال ميناء الناظور منذ عام 1978 جزئيا؛ وفي السنة نفسها أوكل تدبير الميناء إلى هيئة الشحن والتفريغ لميناء الدار البيضاء. ويعرف ميناء الناظور تطورا سريعا خصوصا في حركة المسافرين.

## منطقة المضيق

### ميناء طنجة المتوسط

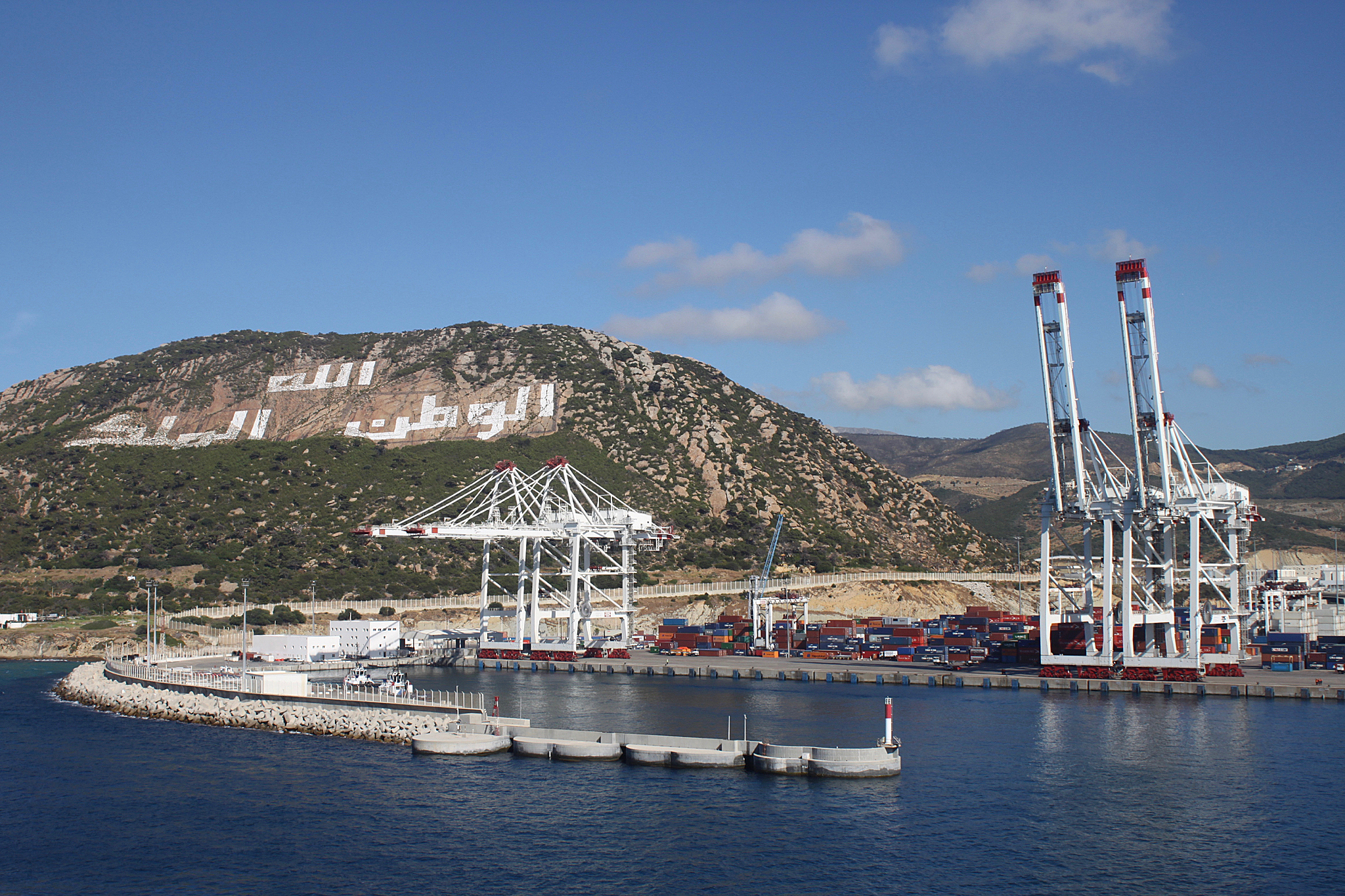
ميناء طنجة المتوسط

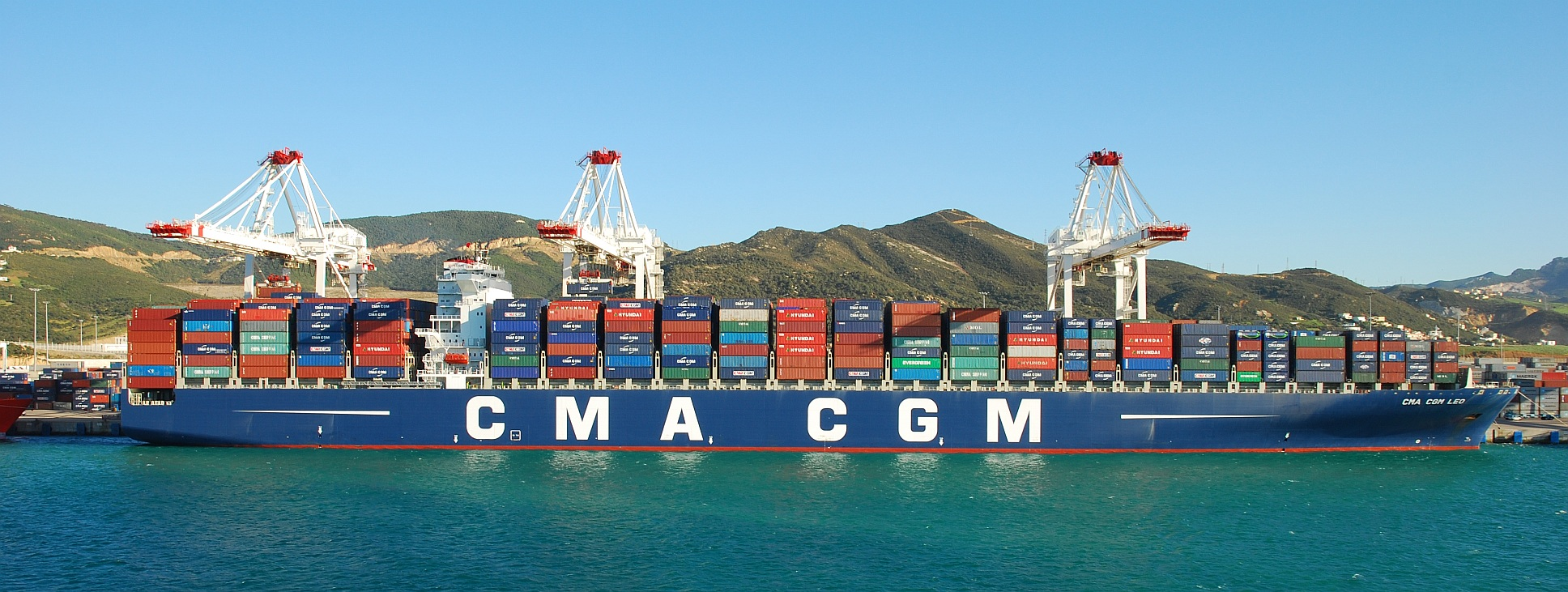
سفينة شحن محملة بحاويات البضائع على رصيف ميناء طنجة المتوسط.

يقع ميناء طنجة المتوسط عند مدخل مضيق جبل طارق على الطرف الغربي بِمَرْفأ طنجة مفتوح في اتجاه الشمال الغربي.
يوجد الميناء في مدينة طنجة التي تُعتَبر بوابة المغرب البحرية الرئيسية المطلة على البحر المتوسط ويقع عند تقاطع المحيط الأطلسي والبحر الأبيض المتوسط على مستوى خليج يقع بين رأس سبارتل ورأس مالاباطا.
وقد جعل هذا الموقع الفريد والاستراتيجي منذ فترة طويلة من ميناء طنجة الميناء المغربي الأول لحركة المسافرين والنقل الدولي عبر الطرق. وكان يعرف بخطوطه المنتظمة التي تربطه بمختلف الموانئ الأوروبية: الجزيرة الخضراء وبرشلونة وطريفة في إسبانيا وسيت ومرسيليا وميناء فوندر في فرنسا وجنوة بإيطاليا.
و يتميز أيضا بوجود منطقة حرة تقع مباشرة على المسطحات التابعة له والتي جذبت شحنات ذات قيمة مضافة عالية.

#### الخصائص
- طبيعة النشاط: المسافرون والصيد والمارينا
- طرق:
- الطريق الوطنية والطريق السيار الدار البيضاء - طنجة
- الطريق الثانوية 704 الرابطة بين طنجة وسبتة

#### نبذة تاريخية
يرجع أصل الميناء إلى القرن السابع عشر عندما شيد الإنجليز حاجز أمواج بطول 225 م وعرض 33 م دمر في سنة 1684. تم منح تفويض مستودع الفحم للسفن البخارية في يوليوز 1895 وقد ظهر سنة 1897 أول رصيف خشبي. بين سنتي 1903 و 1908 تم تشييد ميناء صغير للبواخر والمراكب الشراعية الصغيرة. كان يشمل حاجزا بطول 340 متر يحمي الميناء من الأمواج الشمالية الغربية. خلال سنة 1921، منح ظهير صادر عن الدولة الشريفة «لشركة ميناء طنجة» الحق الحصري لبناء وصيانة واستغلال ميناء طنجة. وقد مكن هذا الرصيف من تحسين ظروف هبوط الركاب والبضائع. بين عامي 1925 و 1933 أقدمت «شركة ميناء طنجة» على العديد من التوسيعات بينها إنشاء حاجز أمواج بطول 960 م ومعبر وسيط بطول 300 م ومسطحة لودائع الفحم وزيوت الوقود والعديد من الأرصفة وعمليات جرف بعمق ـ3،5 متر و ـ4 م داخل حوض المساحلة وتفتيت الصخور للإرساء بعمق ـ8 أمتار وكذا رصيف نفط ورصيف توقف. في سنة 1967 قررت الدولة إلغاء الامتياز الممنوح «لشركة ميناء طنجة» وقررت تفويض إدارة الميناء إلى هيئة شحن وتفريغ ميناء الدار البيضاء. في سنة 1985، أُوكِلت إدارة الميناء إلى مكتب استغلال الموانئ ثم إلى الوكالة الوطنية للموانئ في 2006. وبموجب مرسوم وزاري صادر في 15 دجنبر 2010 تم إغلاق ميناء مدينة طنجة في وجه السفن التجارية ليستقبل فقط السفن السياحية والعَبَّارات السريعة المتوجهة نحو طريفة (ميناء جنوب إسبانيا).

#### البنيات التحتية المينائية

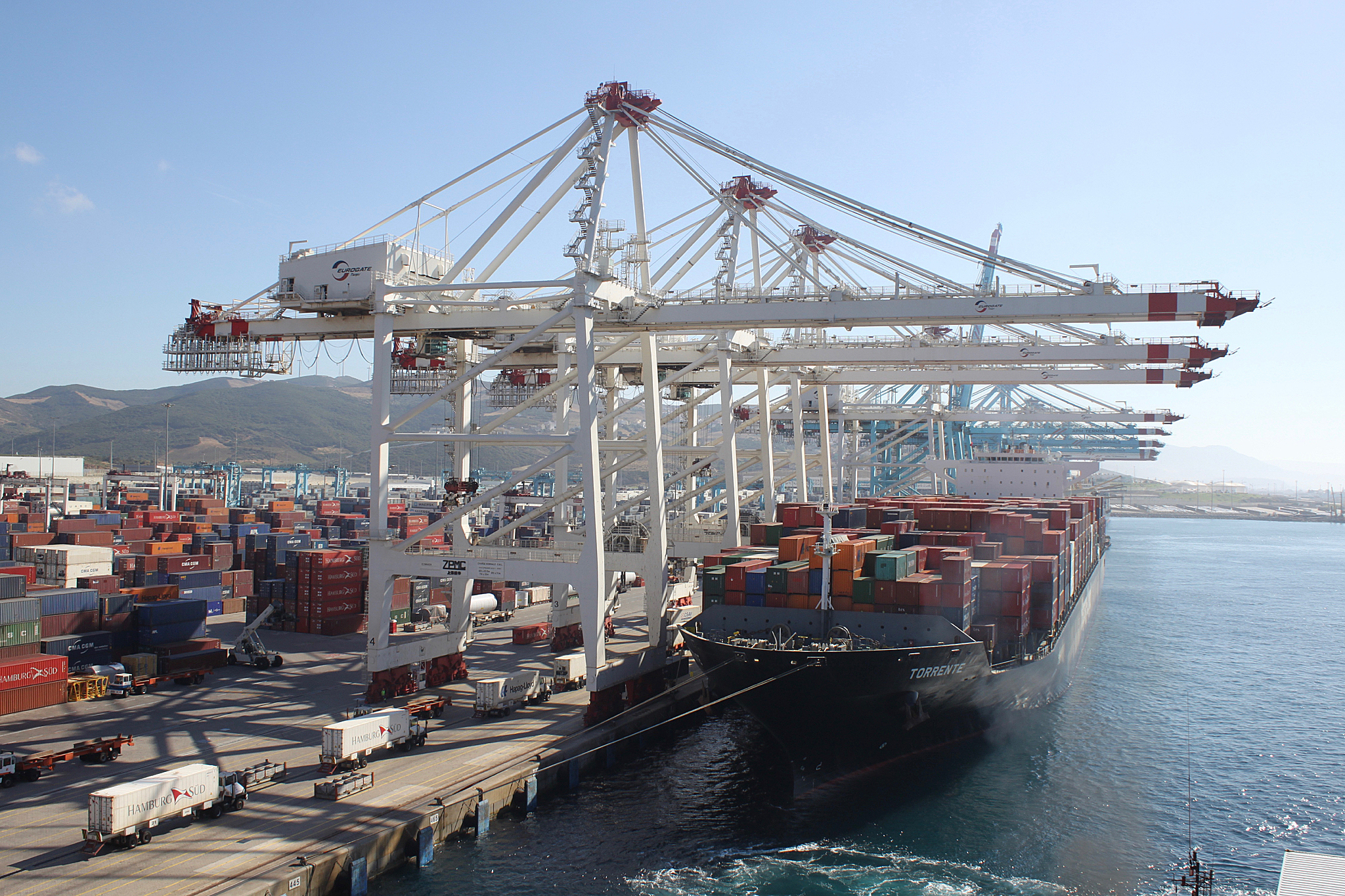
سفينة على رصيف شحن ميناء طنجة المتوسط

يتوفر ميناء طنجة المدينة على حاجز رئيسي مشيد على مستوى نتوء صخري بطرف موجه نحو الشمال الغربي والجنوب الشرقي وطرف آخر نحو الشرق. يصل طوله الإجمالي 1329 متر. ويمثل الحاجز رقم 2 الحاجز التجاري الموازي للحاجز الرئيسي بطول 500 متر.
تبلغ المساحة الإجمالية للأحواض 68 هكتار توزع على النحو التالي:

##### الميناء الداخلي
يتكون أساسا من ثلاث منصات. يتم حمايته من قبل حاجزين بينهما ممر بطول 60 م وعمق -2,40 م مساحته 6 هكتارات.

##### حوض الرصيف التجاري
يحده من الشرق الرصيف الجديد ومن الشمال الحاجز الرئيسي ومن الغرب الميناء الداخلي ومن الجنوب الرصيف رقم 1. تبلغ مساحته 8 هكتارات.

##### الحوض الكبير
يحده من الشمال حاجز الأمواج ومن الغرب المسطحات ومن الجنوب رصيف اليخوت ومن الجنوب الرصيف جديد. مساحته 54 هكتار.
من المرتقب أن يتغير العرض المينائي من حيث البنية التحتية لمواكبة الدور الجديد للميناء: السفن السياحية والقوارب عالية السرعة والمارينا والصيد.
تبين الخريطة أدناه ميناء طنجة بامتداداته المستقبلية.

#### خدمات الميناء

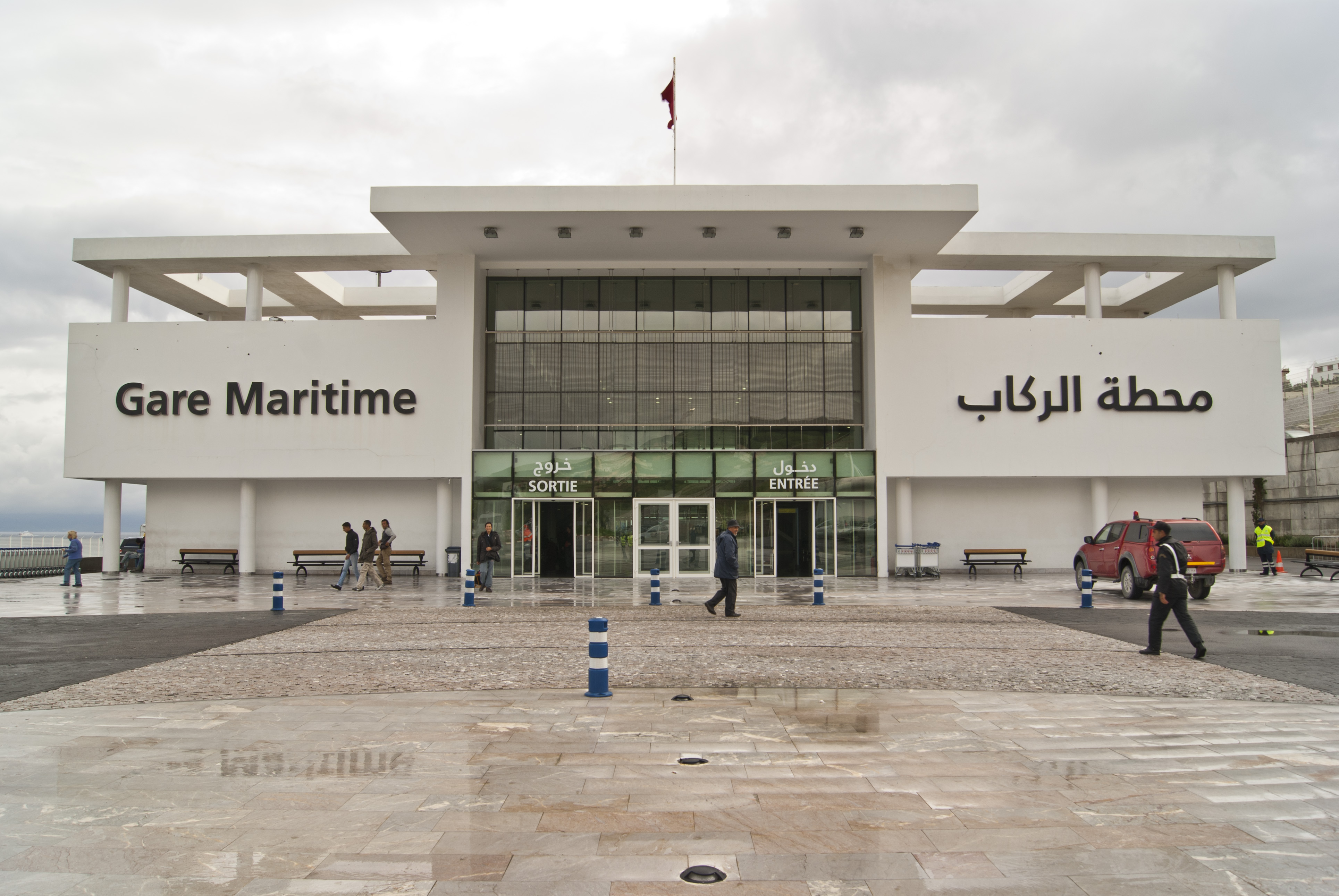
محطة الركاب، ميناء طنجة المتوسط.

تطور العرض المينائي لميناء طنجة المدينة مع بدء استغلال ميناء طنجة المتوسطي. وحاليا تتركز الخدمات المينائية التي يقدمها الميناء في المقام الأول حول الرحلات السياحية وركوب القوارب وركاب السفن السريعة والصيد وستتطور هذه الخدمات من خلال مشروع إعادة توظيف الميناء (2011-2016).

##### الرحلات السياحية
عرف ميناء طنجة خلال 2011، 107 توقف للسفن السياحية أي ما يعادل رواجا بلغ 102504 مُسافر. حاليا يمكن للميناء استيعاب سفن سياحية بطول 260 متر. مع نهاية أشغال إعادة التهيئة سيتوفر الميناء على ثلاث محطات قادرة على استقبال سفن الجيل الحديث (360 متر).

##### ركوب القوارب
حاليا يقدم الميناء خدمة محدودة لركوب القوارب. بحلول عام 2016 سيوفر ميناء طنجة عروضا أفضل لخدمات المبحرين وقوارب النزهة مع دمج خدمات مختلفة (اصلاح القوارب ومحلات بيع اليخوت والمدارس البحرية...). ستمكن الاشغال التي تقوم بها شركة تهيئة ميناء طنجة من توفير طاقة استيعابية للميناء تصل 1610 حلقة.

##### ركاب السفن السريعة
اعتبارا من عام 2011 تم نقل كل حركة الركاب إلى ميناء طنجة المتوسطي باستثناء الخط التاريخي بين طريفة / طنجة المدينة. خلال سنة 2011 استعمل 1227320 مسافر هذا الخط. حاليا يتوفر الميناء على 3 مواقف لرسو العبارات السريعة التي تشغل هذا الخط وكذا محطة بحرية سيجرى تحديثها وتجديدها.

##### صيد السمك
يوجد ميناء الصيد الحالي لطنجة في الميناء الداخلي ويحتل المنصة الجنوبية بأكملها وجزء من الرصيف الجنوبي للمنصة الغربية. وهو يغطي مساحة برية من 5 هكتارات وحوض مائي من 7 هكتارات. يحتوي الميناء على 775 متر كرصيف لرسو وتفريغ الأسماك. في إطار مشروع إعادة توظيف الميناء سيتم نقل نشاط الصيد إلى حوض جديد بجوار الميناء الحالي حيث سيقدم منشآت حديثة وجذابة لفائدة مهنيي الصيد. كما سيوفر ميناء الصيد المستقبلي على مقربة من الحاجز الرئيسي لفائدة المهنيين رصيف يصل 1900 متر و 13 هكتار من المسطحات و 13 هكتار من الاحواض المائية. بدأت أشغال البناء منذ 2011 ومن المنتظر تشغيله أواخر عام 2014.

#### أنشطة الميناء
ميناء طنجة هو ميناء مختص في الصيد ونقل المسافرين والتنزه.

#### الظروف البحرية

##### الطقس المحلي
من نونبر إلى مارس تهب رياح جنوبية أو جنوبية غربية بشكل متكرر وبقوة معتدلة. أمّا من أبريل إلى نونبر، فتهب رياح سائدة من الشمال الشرقي وتنتج بحرا غير مستقر، في كثير من الأحيان غير مريح للقوارب. وتكون الرياح الشرقية في بعض الأحيان عنيفة جدا بحيث تفرض على السفن الراسية الخروج. وتزداد كذلك قوة الرياح عند المد وتصل قوتها القصوى وقت ذروة المد وتضعف عند اقتراب ساعة الجزر.

##### المد والجزر وتيارات المد والجزر.
مد وجزر شبه يومي. يصل متوسط مد المياه الحية مترين.
توجد تيارات مضادة عند فتحة خليج طنجة وداخل الخليج نفسه.

#### الإرساء

##### الإرساء الخارجي
تقع منطقتان للرسو خارج الميناء واحدة للاستخدام العام وتحتل الطرف الشمال غربي لحاجز الأمواج وتقع الأخرى شرق السد المضاد جنوب المدخل. توجد هذه المناطق على الخرائط البحرية للمنطقة المينائية لميناء طنجة المدينة.
بفعل الرياح الشرقية القوية يمكن الرسو في أعماق من 12ـ إلى 16ـ متر بتوجه °34 بالنسبة لمنارة رأس مالاباطا حوالي 0,5 متر. من أجل تفادي عتبة البرج يجب التوجه على الأقل عند 240° من ضوء حاجز الأمواج. خلال هذا الإرساء تكون الأعماق صخرية في بعض الأماكن.

##### إرساء ممنوع
تقع منطقة الإرساء المحظورة شرق السد الرئيسي والسد المضاد حيث أنها تحمي مدخل الميناء.
منطقة الإرساء ذات الاستخدام العادي المذكورة أعلاه تعرف وجود مصرف مائي تشير له عوامتين صفراوين ينبغي تجنب الرسو فيه.

## منطقة ميناء الدار البيضاء

### ميناء الدار البيضاء
يُعَدُّ ميناء الدار البيضاء ميناء متعدد الوظائف يختصُّ في المقام الأول بالتجارة. يمتد الميناء على ما يزيد عن 520 هكتار من المسطحات ويتوفر على أكثر من 8 كلم من الأرصفة. يمكن أن يستقبل ويعالج 40 سفينة في الوقت نفسه. ويتضمن ميناء تجاريا وميناء صيد ومارينا بالإضافة إلى المرافق والبنيات التحتية لتجفيف وإعادة السفن إلى الماء في أحواض بناء السفن.
يقع الميناء وسط الساحل الأطلسي المغربي في قاع منطقة مينائية محمية قليلا بين الرؤوس الصخرية للعنق غربا وعكاشة شرقا. يرتبط الميناء شرقا بشارع بن عائشة وغربا بشوارع الموحدين والجيش الملكي. وتتصل هذه الشوارع بالبوابات الخمس للميناء التجاري.
يضم الميناء شبكة للسكك الحديدية تابعة للمكتب الوطني للسكك الحديدية بطول 17410 متر على طول سياج الميناء من البوابة رقم 1 انطلاقا من المحطة إلى ما بعد حاجز الفوسفات حيث تمتد منطقة الجر.

#### الخصائص
- طبيعة النشاط: التجارة والصيد وإصلاح السفن وركوب الزوارق.
- عمق: من 7- م إلى 14- متر.

#### نبذة تاريخية
تم إنشاء أول الاحواض المحمية من حوالي إثنا عشر هكتارا في 1906. في 1913 تم بناء حوض مائي يصل 100 هكتار تمت حمايته من قبل حاجز رئيسي موازي للساحل وحاجز عرضي. داخل هذا الحوض يتِمُّ تشييد، حسب الطلب، مختلف الأرصفة ومراسي السفن. ومع نمو الرواج استمرت التشييدات داخل هذا الحوض دون انقطاع حتى يومنا هذا.

##### محطات رئيسية
- أواخر القرن الثامن عشر: حينها كان ميناءًا للزوارق البخارية يستخدم لتصدير الحبوب.
- أوائل القرن التاسع عشر: تم فتح ميناء للتجارة الدولية في وقت لم تكن ساكنة مدينة الدار البيضاء تتجاوز 1000 نسمة.
- أواخر القرن التاسع عشر: أصبح ميناء الدار البيضاء أول ميناء في المملكة المغربية يليه ميناء طنجة وموكادور (الصويرة).
- 1932 : سنة تشغيل رصيف التجارة.
- بين 1972 و 1996 تشغيل رصيف الحاويات طارق والرصيف الشرقي على التوالي.

#### البنيات التحتية للميناء

##### الأحواض
يضم الحوض المائي عند نهايته الجنوب غربية ثلاثة أحواض صغيرة مخصصة للأنشطة الإضافية الأخرى فضلا عن المناولة:
- حوض المارينا.
- حوض الصيد.
- حوض الأسلحة.

يضم الميناء التجاري أربعة أحواض:
- حوض بين المحطة متعددة الاختصاصات لصومابور SOMAPORT ورصيف الحبوب لسوسيبو SOSIPO والرصيف متعدد الاختصاصات سلسلة 20.
- حوض بين الرصيف متعدد الاختصاصات ل«مرسى ـ المغرب» ورصيف سلسلة 40.
- حوض يحده رصيف الحاويات لصومابور SOMAPORT ورصيف الفوسفاط.
- حوض بين رصيف الحاويات الجديدة ومحطة الحاويات «مرسى ـ المغرب».

##### المحطات
محطات تديرها «مرسى ـ المغرب»:
محطة الحاويات الشرقية
- مساحة 60 هكتار.
- 600 متر من الأرصفة بعمق 12 ـ متر.
- 8 رافعات جسرية.
- 3000 م سكك حديدية.
- طاقة استيعاب حاويات تصل 000 700 قياس 20 قدما في سنة.

محطة البضائع المختلفة
- مساحة 30 هكتار.
- رصيف 1500 م من -9 إلى -10م.
- 5 هكتارات مساحة تخزين.
- 38 رافعة رصيف.

محطة معدنية
- مساحة 10 هكتارات.
- معالجة مليوني طن.
- رصيف 700 م عمق -10 م.
- رافعتين ذات صناديق.

محطتين رورو
- مساحة 12 هكتار.
- سطحي تفريغ بطاقة 100 طن.

محطة السيارات
◊ مساحة أرضية من حوالي 20.000 متر مربع؛
◊ مساحة مغطاة 75.000 متر مربع؛
◊ سعة التخزين 6000 وحدة.
محطات تديرها صومابور SOMAPORT
محطة الحاويات
◊ مساحة 30 هكتار؛
◊ رصيف 700 م عمق - 9.2 م؛
◊ 3 رافعات رصيف؛
◊ 10 رافعات جسرية متحركة؛
◊ طاقة 000 300 قياس 20 قدما في سنة.
محطة البضائع المختلفة
◊ مساحة 20 هكتار؛
◊ رصيف 500 م عمق - 8 م؛
◊ 3 رافعات متنقلة.
محطة رورو
◊ مساحة 10 هكتار؛
◊ سطح تفريغ بطاقة 100 طن.
محطة تديرها المكتب الشريف للفوسفاط OCP
◊ مساحة 7 هكتارات؛
◊ طاقة معالجة تصل 10 ملايين طن (الفوسفات)؛
◊ رصيف 600 متر عمق - 12 م؛
◊ 4 رافعات رصيف.
صومعة ماص سيريال Mass Céréales
◊ قدرة المعالجة: 2.5 مليون طن/سنة؛
◊ سعة التخزين 000 64 طن؛
◊ رصيف 250 م عمق -10 م؛
◊ رافعتي رصيف.
صومعتان لسوسيبو Sosipo
◊ قدرة المعالجة: 1.5 طن / سنة؛
◊ سعة التخزين: 000 70 طن؛
◊ رصيف 250 م عمق - 10 م؛
◊ 4 رافعات رصيف.
يتولى المكتب الوطني للصيد إدارة رصيف الصيد وسوق السمك (بالنسبة لمنتجات الصيد الساحلي والتقليدي).

##### منشآت الحماية
يحتمي ميناء الدار البيضاء من الأمواج من قبل حاجز مولاي يوسف الكبير الذي يحدد ملامح الميناء. طول الحاجز 2870 متر.

##### الطرق البرية
يتوفر ميناء الدار البيضاء على 7 مداخل برية:
◊ البوابة رقم 1: على شارع الموحدين؛
◊ البوابة رقم 2: الولوج الطرقي إلى ميناء الصيد؛
◊ البوابة رقم 3: على شارع الجيش الملكي؛
◊ البوابة رقم 4: على شارع الجيش الملكي طريق وخط السكك الحديدية؛
◊ البوابة رقم 5: لولوج محطة الحاويات الشرقية؛
◊ البوابة رقم 6: لولوج الطريق الشمالية
◊ البوابة رقم 7: على شارع الموحدين لولوج حوض بناء السفن؛

##### البنيات التحتية الإضافية
ويوجد بالميناء ميناء صيد ومرينا ورصيف خدمة ومنطقة أحواض بناء السفن.
ميناء الصيد
◊ رصيف شرقي وجنوبي وموقف 1: 400 متر من ـ1 إلى ـ4 م؛
◊ الترولة والسردين سفن.
مارينا الدار البيضاء
◊ جنوب غرب: 360 متر من العوامات؛
◊ منزهين بحريين.
حاجز مولاي يوسف
◊ الموقف E: نادي البحرية الملكية ورصيف البحرية الملكية؛
◊ الموقف F: امتداد أرصفة البحرية الملكية ورسو الجرارات وزوارق التوجيه وزوارق خدمات الرواج البحري؛
◊ الموقف P3: إرساء الجرافات.
منطقة أحواض السفن
ثلاثة مرافق لخدمات وقوف السفن والتجفيف والوضع في الماء والمناولة وإمدادات الماء والكهرباء والهواء المضغوط واستئجار معدات مختلفة.
حوض جاف
طول: 150 م؛
عرض: 23 متر؛
عمق: 4.5 م؛
5 رافعات رحوية.
حوض الأسلحة
رصيف من 351 متر بعمق (-6 م)
رافعة بواخر
مساحتها 1.5 هكتار بمنحدر ٪6 تتشكل من رافعة رحوية و 4 رافعات بواخر.

#### خدمات الميناء

##### القبطانية
بالإضافة إلى مهمتها الامنية في أحواض المياه تسهر القبطانية على سلامة حركة البضائع في الميناء والتموقع المناسب للسفن. تتمثل المهمة الاساسية لقبطانية الميناء في فرض تنظيم الاستغلال المعمول به في حركة السفن.
وتتوفر القبطانية التي تتألف من ثلاثة كيانات تنفيذية تتمثل في برمجة التوقفات والرواج البحري والأمن/ البيئة على موارد بشرية ومادية لتنفيذ المهام الموكلة إليها.
يتم تطبيق ثلاثة أنظمة رئيسية هي:
◊ برج مراقبة خدمة حركة السفن مجهز بوسائل المساعدة على الإبحار؛
◊ نظام المراقبة عن بعد يغطي جميع المرافق المينائية مجهز بحاسوب وكاميرا مشغلة؛
◊ نظام المعلومات المينائي ومنصة تواصل مدمجة تضم جميع متدخلي المجتمع المينائي.
اتصال خدمة حركة السفن: هاتف 05 20 200 855 فاكس 05 22 44 56 98
تردد VHF كنال واتش: 12 ـ 14 ـ 16 و 68

##### الإرشاد
بالإضافة إلى مهمتها الامنية في أحواض المياه تسهر القبطانية على سلامة حركة البضائع في الميناء والتموقع المناسب للسفن. تتمثل المهمة الاساسية لقبطانية الميناء في فرض تنظيم الاستغلال المعمول به في حركة السفن.
وتتوفر القبطانية التي تتألف من ثلاثة كيانات تنفيذية تتمثل في برمجة التوقفات والرواج البحري والامن/ البيئة على موارد بشرية ومادية لتنفيذ المهام الموكلة إليها.
يتم تطبيق ثلاثة أنظمة رئيسية هي:
◊ برج مراقبة خدمة حركة السفن مجهز بوسائل المساعدة على الإبحار؛
◊ نظام المراقبة عن بعد يغطي جميع المرافق المينائية مجهز بحاسوب وكاميرا مشغلة؛
◊ نظام المعلومات المينائي ومنصة تواصل مدمجة تضم جميع متدخلي المجتمع المينائي.
اتصال خدمة حركة السفن: هاتف 05 20 200 855 فاكس 05 22 44 56 98
تردد VHF كنال واتش: 12 ـ 14 ـ 16 و 68

##### الجر
يتم تنفيذ عمليات الجر المينائي من قبل «الشركة الشريفة للجر والمساعدة» ومن قبل «أوفشور Off Shore». توفر هذه الكيانات أيضا أنشطة في أعالي البحار علاوة على عمليات السلامة البحرية والنقل البحري الخاص.
توزيع الجرارات على النحو التالي:
«الشركة الشريفة للجر والمساعدة»: مرزاق 1810 حصان ويوسف 1350 حصان وسيدي موسى 1810 حصان؛
أوفشور Off Shore : سوسن 2400 حصان والعابد 240 حصان وإبراهيم 1700 حصان.

##### إرساء البواخر
الإرساء وتزويد دفاعات الارصفة وصيانة مواقف الأرصفة هي العمليات التي يضطلع بها المتعاملون المينائيون.

##### الإمدادات
يتم توفير الماء الصالح للشرب للسفن من قبل المتعامل المينائي. يؤمن الحمالون التموين الغذائي للسفن.

#### أنشطة الميناء
ميناء الدار البيضاء هو ميناء مختص في الصيد والتجارة والتنزه.

#### إجمالي حجم الميناء
ميناء الدار البيضاء هو أكبر ميناء في المغرب ومن الموانئ المهمة في أفريقيا. يعالج عادة رواجا بين 24 و 26 مليون طن سنويا أي حوالي 33 إلى ٪35 من الرواج المينائي الوطني.
تسمح محطات الحاويات الثلاث بمعالجة 1600000 حاوية قياس 20 قدما. يتوفر على منشأتين متخصصتين بطاقة سنوية تبلغ حوالي 4 ملايين طن من الحبوب.
يوفر ميناء الدار البيضاء الذي يشغل حركة داخلية تقدر ب٪ 86 من مجموع الحاويات و٪60 من السلع التقليدية (٪53 من الخشب و٪78 من الحديد) و ٪63 من الحبوب للفاعلين الاقتصاديين عرضا يشمل محطات الحاويات والرورو غيرها إضافة إلى معدات ووسائل لوجستية متقدمة.

## منطقة جنوب المحيط الأطلسي

### ميناء سيدي إفني
يقع ميناء سيدي إفني حوالي 170 كلم جنوب أكادير على خط العرض ´21°29 شمالا وخط الطول ´11°10 غربا. ويُمثل الصيد نشاطه الرئيسي. يشكل موقع الميناء في المدينة وثروات ساحله (المنتجات السمكية)، بالإضافة إلى خبرة المهنيين في مجال الصيد، وتصنيع الأسماك في هذا الميناء، عناصر متعددة تضفي أهمية اقتصادية واجتماعية كبرى على المدينة والمنطقة ذاتها.

#### نبذة تاريخية
شرع في استغلال ميناء سيدي إفني سنة 1989 وقد شهد العديد من عمليات التوسيع تم الانتهاء من أهمها في 2002.

#### البنيات التحتية للميناء
◊ منشآت الحماية: 2340 متر
◊ منشآت الرسو:
| التسميـــة | العدد | الطول   | العمق   | ملاحظات |
| ---------- | ----- | ------- | ------- | ------- |
| الأرصفة    | 01    | 200 متر | 4,00- م |         |
| الأرصفة    | 01    | 200متر  | 5,00- م |         |
| الأرصفة    | 01    | 100متر  |         | أرصفة   |

◊ مسطحات 35 هكتار منها 18 هكتار مهيأة؛
◊ حوض مائي: 17 هكتار؛
◊ برج لإشارة الضوء الأبيض على الحاجز الرئيسي وضوء أخضر على المعبر وأحمر على السد المضاد.

#### خدمات الميناء
◊ توفير الأرصفة؛
◊ الماء الصالح للشرب والكهرباء؛
◊ سطح مائل الطائرة لوحدات الصيد التقليدي؛
◊ حوض بناء السفن ومنصة؛
◊ رافعة بواخر؛
◊ سوق سمك ومصنعين للثلج؛
◊ ورش إصلاح السفن؛
◊ محطة توزيع المحروقات.

#### أنشطة الميناء
ميناء سيدي إفني هو ميناء مختص في التجارة والصيد.

#### الظروف البحرية

##### المد والجزر
حركة المد والجزر شبه يومية.

##### الأمواج
بين أكتوبر وأبريل عواصف قوية وموجات قد تتجاوز 5 أمتار. بين ماي وشتنبر وموجات أقل من 1.5 متر.

##### التيارات
اتجاه حركة المد والجزر الحالية نحو الشمال الشرقي عند المد والجنوب عند الجزر ويضاف أو ينعزل عن التيار الرئيسي وفي بعض الحالات يمكن أن يصل إلى عقدة في الاتجاه الجنوب الغربي.

#### رواج الميناء
| الطبيعة    | 2007   | 20088  | 2009   | 2010   | 2011  |
| ---------- | ------ | ------ | ------ | ------ | ----- |
| سمك صناعي  | 13.654 | 24.972 | 21.612 | 31.145 | 5.831 |
| سمك الجملة | 4.888  | 7.233  | 9.254  | 10.335 | 3.244 |
| المجموع    | 18.542 | 32.206 | 30.867 | 41.481 | 9.075 |

## منطقة الجنوب الكبير

### ميناء طرفاية
يقع ميناء طرفاية المخصص للصيد الساحلي والتقليدي على ساحل المحيط الأطلسي ويمكن بلوغه عبر الطريق الوطنية رقم 1 الرابطة بين أكادير- طرفاية - العيون.
عرفت مدينة طرفاية نشاطا مكثفا خلال سنة 1976 نجم عنه اختيارها كنقطة التقاء للمسيرة الخضراء وتقرر إنشاء ميناء صيد خاص بها. شرع في أشغال البناء في شتنبر من سنة 1976 وتم التسليم في يونيو سنة 1979. بدأت المرحلة الثانية في سنة 1980 واستمرت لمدة 16 شهرا. تم تشييد حاجز الرمال خلال سنة 1997.

#### البنيات التحتية المينائية

##### منشآت الحماية
- كاسر أمواج رئيسي بطول إجمالي قدره 1140 متر؛
- كاسر أمواج عرضي بطول إجمالي قدره 270 متر؛
- سد وقف الرمال بطول إجمالي قدره 300 متر.

##### منشآت الرسو
يتوفر الميناء على 503 متر من الأرصفة مخصصة للصيد والتجارة.
رصيف الصيد:
رصيف بطول 155 متر على عمق 4 أمتار
أرصفة عائمة 108 متر
مجموع الأرصفة التجارية 263 متر
الرصيف التجاري:
رصيف بطول 214 متر على عمق 6 أمتار
رصيف منحدر الرورو بعرض 16 متر

##### المسطحات
27,5 هكتار من المسطحات مخصصة للصيد والتجارة.

##### حوض مائي
مساحته 14,35 هكتار.

#### خدمات مينائية
يوفر ميناء طرفاية لمستعمليه الخدمات التالية:
- توقف السفن؛
- تزويد السفن بالماء والوقود؛
- تفريغ منتجات الصيد؛
- تسويق منتجات الصيد؛
- معالجة منتجات الصيد؛
- تخزين منتجات الصيد.

وفيما يلي خصائص المد والجزر بالقرب من موقع الميناء
| حركة المد                | المد | الجزر | المتن |
| المياه الحية الاستثنائية | 3,95 | 0,40  | 3,55  |
| المياه الحية المتوسطة    | 3,70 | 0,80  | 2,90  |
| المياه المتوسطة          | 3,35 | 1,10  | 2,25  |
| متوسط المياه             | 2,88 | 1,50  | 1,30  |
| متوسط المياه الاستثنائية | 2,75 | 1,80  | 1,15  |

#### أنشطة الميناء

##### رواج الميناء
تختزل حركة العبور في ميناء طرفاية بالنسبة لتفريغ المنتجات السمكية كما يلي :
| السنة | الكمية (كلغ)  | القيمة (درهم)  |
| ----- | ------------- | -------------- |
| 2008  | 742 967       | 769 149 25     |
| 2009  | 673 228 7     | 454 953 55     |
| 2010  | 374 132 1     | 496 901 34     |
| 2011  | 83, 799 430 1 | 00, 914 505 75 |

#### الظروف البحرية

##### حركة المد والجزر
حركة شبه يومية. يقع مرجع الخريطة البحرية على مسافة 2,15 متر تحت المستوى العام في المغرب.

##### حركة الأمواج
الموجات المهيمنة في المنطقة هي موجات غربية شمالية غربية وشمالية شمالية شرقية. أما الموجات القادمة من الاتجاهات المحمية بجزر الكناري (المنحرفة أو الناجمة عن الرياح المحلية) فتبلغ مترا بالكاد.

##### رياح
الرياح السائدة شمالية شرقية إلى شمالية غربية.

##### التيارات
تيار جزر الكناري : اتجاه جنوب أو جنوب غرب. حتى رأس جنوبي; 28 درجة شمالا يتجه التيار نحو الجنوب الغربي تحت وقع الرياح الشمالية والشمال الشرقية قد تصل سرعته إلى عقدتان ولكن لا يصل عقدة واحدة في المتوسط.
التيارات الساحلية : بما أن الممر بين جزر الكناري والقارة ضيّق نسبيا (100 كلم تقريبا) يتقوى التيار نحو الجنوب تحت تأثير الرياح الشمالية ولكن بصفة عامة نادرا ما تتجاوز التيارات الساحلية الشمالية الجنوبية عقدة واحدة.

##### الظروف الهيدروغرافية
يوجد رأس طرفاية على مستوى منخفض رملي تحيط به شعاب تتكسر على مستواها مياه البحر. تطغى عليه من الجانب الجنوب غربي شعاب تكشف عن مدينة طرفاية خلال الجزر. بسبب الموجات السائدة يتم نقل المواد على طول الساحل في موقع طرفاية أساسا من الشمال نحو الجنوب.

##### شروط ولوج السفن
يمكن التحكم في سفن الصيد والنزهة التي تصل الميناء بشكل جيد. يمكن أن تدخل بسهولة إلى الميناء قادمة من القطاع الجنوب الغربي.
يبلغ عرض المدخل 65 مترا بعمق .6 أمتار

##### علامات وصول وولوج السفن
| علامات التشوير                    | الموقع                                        | الخصائص                                        |
| --------------------------------- | --------------------------------------------- | ---------------------------------------------- |
| ضوء الجدار الجانبي للحاجز الرئيسي | خط العرض : ’58 ,56 °27 خط الطول : ’22 ,56 °12 | اللون : أحمر الإيقاع : (FL4) ث15 المدى : 05 MN |
| ضوء الجدار الجانبي للسد المضاد    | خط العرض : ’53 ,56 °27 خط الطول : ’10 ,56 °12 | اللون : أخضر الإيقاع : (FL2) ث6 المدى : 3 MN   |
| العلامة الرئيسة الشمالية          | خط العرض : ’31 ,56 °27 خط الطول : ’13 ,56 °12 | اللون : أبيض الإيقاع : Q مستمر. المدى : 3 MN   |
| العلامة الرئيسة الغربية           | خط العرض : ’85 ,56 °27 خط الطول : ’22 ,56 °12 | اللون : أبيض الإيقاع : (Q9) ث15 المدى : 3 MN   |
| عوامة رقم 1 : مياه سليمة          | خط العرض : ’62 ,56 °27 خط الطول : ’63 ,56 °12 | اللون : أبيض الإيقاع : 1 FL ث5 المدى : 3 MN    |
| عوامة رقم 2 : جانبية خضراء        | خط العرض : ’52 ,56 °27 خط الطول : ’50 ,56 °12 | اللون : أخضر الإيقاع : 1 FL ث5 المدى : 3 MN    |
| عوامة رقم 3 : جانبية حمراء        | خط العرض : ’55 ,56 °27 خط الطول : ’47 ,56 °12 | اللون : أحمر الإيقاع : 1 FL ث5 المدى : 3 MN    |
| منارة طرفاية ببصرية دوارة         | خط العرض : ’22 ,55 °27 خط الطول : ’33 ,56 °12 | اللون : أبيض الإيقاع : (FL2) ث5 المدى : 20 MN  |

### ميناء الداخلة
تمتد شبه جزيرة وادي الذهب على طول 45 كم ومتوسط عرض يبلغ 4 كلم في اتجاه الجنوب الغربي الموازي لساحل القارة.
يحتمي خليج وادي الذهب بين القارة وشبه الجزيرة على طول 25 ميل بحرية في اتجاه شمال شرقي وجنوب غربي ينفتح بين بونتا دي لاساركا في النهاية الجنوب الشرقية لشبه جزيرة ريو دي أورو وبونتا ديل بيسكادور في الجنوب. بعرض موحد تقريبا يصل 7 أميال ويعرِف هذا الخليج مرور قناة رئيسية يصل طولها حوالي 20 كلم وعرضها 1.2 كم وعمق يتراوح بين 8 و 22 م ويحيط بها ثلاثة أكوام رملية تقع على جانبي القناة الرئيسية.
تزخر منطقة الداخلة بثروات بحرية. وتتوفر على مجمع مينائي يتكون من مينائين كائنين في خليج وادي الذهب بما في ذلك الميناء القديم الذي تحول إلى ميناء عسكري والميناء الجديد على شكل جزيرة الذي شُغِّلَ في 2001 ويعالج نشاطا تجاريا يبلغ 330.000 طن في السنة. وقد شهد توجه نشاطه نحو تخصص الصيد السطحي (حوالي 170.000 طن في سنة).
يقدم الجزء البري من ميناء الداخلة الجديد منطقة صناعية تصل 270 هكتار منها حوالي 60 هكتار مجهزة للأنشطة المختلفة : صناعة التحويل والمخازن والمجال الإداري ومنطقة 13 هكتار منها الجزء المهيأ للمنطقة الحرة للتصدير.

#### خصائص الميناء الجديد
◊ طبيعة النشاط : التجارة والصيد
◊ الطرق : الطريق الوطنية رقم 1 بين العيون والكويرة
◊ الخدمات الجوية : مطار الداخلة على بعد حوالي 5 كلم من الميناء

#### البنيات التحتية للميناء

##### ميناء المدينة «الميناء القديم»

###### منشآت الولوج
- جسر طوله 450 متر وعرضه 8,24.

###### منشآت رسو السفن
إجمالي طول منشآت الرسو 458 متر.
- 3 أرصفة شحن توفر على 6 مواقف بطول إجمالي يصل 458 متر وعمق يتراوح ما بين –3,00 و –6,00 أمتار.

###### منشآت الحماية
طول : 188 متر

###### المسطحات
المساحة الكلية للميناء : 2 هكتار

##### الميناء الجديد «الميناء الجزيرة»

###### منشآت الولوج
منشأة لولوج الميناء الجزيرة تصل 1500 متر لاستقبال سفن الترولة وأعالي البحار وسفن المساحلة المتوسطة الحجم :
◊ مقطع أول جسر 600 متر على الركائز ؛
◊ مقطع مركزي جسر 700 متر على السد؛
◊ مقطع أخير جسر 200 متر على الركيزة.

###### منشآت الحماية
تتم حماية الميناء بشكل طبيعي ومن خلال سد بطول من 540 متر يقع على امتداد رصيف الولوج.

###### منشآت رسو السفن
يوفر الميناء الجزيرة للداخلة إجمالي طول أرصفة يصل 880 متر مخصصة للميناء التجاري وميناء الصيد.
المنطقة التجارية المخصصة لِ «مرسى ـ المغرب»:
◊ 4 مواقف رصيفية؛
◊ رصيف 300 متر عمق -8 أمتار؛
◊ رصيف 270 متر عمق -6 أمتار؛
◊ منصة رورو 21 متر عمق -6 أمتار؛
◊ 5.5 هكتار من المسطحات؛
◊ شبكات توزيع الماء والكهرباء.
تشمل منطقة الصيد الساحلية البنية التحتية والبنية الفوقية التالية :
◊ رصيف 310 متر عمق -6 أمتار مخصص لصيد الأسماك الساحلية؛
◊ حاجز 2.5 هكتار من المسطحات؛
◊ رصيد عقاري مساحته هكتار واحد من المسطحات؛
◊ شبكة توزيع الماء والكهرباء.

###### حوض الماء
يوفر ميناء الداخلة حوضا مائيا مساحته 4 هكتارات.

###### ورشة إصلاح السفن
تعتزم خطة تهيئة الميناء الجديد للداخلة في نهاية المطاف إنجاز ورش لإصلاح السفن بطاقة كافية لخدمة الأسطول المحلي لصيد الأسماك الساحلية. سيوكل بنائه والمعدات الخاصة به للمتعاملين من القطاع الخاص في إطار منح تفويض.
البنية التحتية الفوقية القائمة :
◊ مسطحة من نحو 1.85 هكتار؛
◊ ساريتان للإضاءة مجهزة كل واحدة بثمانية أضواء كاشفة؛
◊ رصيف 30 متر.

###### المنطقة الصناعية
في الجزء الخلفي من الميناء تغطي منطقة مينائية صناعية مساحة قدرها حوالي 300 هكتار. يمتد الجزء الأول المؤهل على مساحة 60 هكتارا. ويشمل مواقع مخصصة للتفويض للشركات الخاصة بموجب رخص احتلال مؤقت للملك العمومي لزيادة سعة تخزين الأسماك المجمدة للمدينة ولاستضافة ودائع المحروقات والمخازن والأنشطة المينائية المصاحبة.
وتضم المنطقة :
◊ منطقة حرة من 13 هكتار لممارسة الأنشطة التجارية والصناعية تحت الرقابة الجمركية؛
◊ منطقة مخصصة لمعالجة وتخزين الأسماك المجمدة؛
◊ منطقة لإيداع المنتجات النفطية.

###### توسيع ميناء الداخلة
يتمثل هذا المشروع المهيكل في توسيع الرصيف التجاري الحالي نحو الشمال الشرقي والجنوب الغربي. وسيضخ هذا التوسيع عرضا إضافيا يتجلى في :
◊ رصيف 500 متر كاستمرارية للرصيف القائم بعمق –8.00 أمتار؛
◊ رصيف 150 متر كاستمرارية للرصيف القائم بعمق -6.00 أمتار؛
◊ مسطحات متاخمة لركام الحماية تبلغ مساحتها حوالي 7 هكتار.

## خدمات الميناء[14]

### الخدمات المعروضة في ميناء الداخلة
◊ مناولة المنتجات السمكية ؛
◊ مناولة تصدير الأسماك المجمدة ؛
◊ المناولة على السفن لأنشطة الصيد في أعالي البحار ؛
◊ مناولة المحروقات ؛
◊ مناولات أخرى بما في ذلك تأجير أسطول العتاد ؛
◊ خدمات الجر والآلات العائمة ؛
◊ خدمات الإرشاد والإرساء ؛
◊ خدمات تزويد السفن بالوقود والماء والكهرباء.

## أنشطة الميناء[15]
- ميناء الداخلة هو ميناء مختص في التجارة والصيد.
يحوم النشاط الرئيسي لميناء الداخلة حول استغلال الموارد السمكية واستيراد المحروقات من المنطقة.

### خرائطية مختلف البضائع التي تمر عبر ميناء الداخلة
- رواج المحروقات
يرتبط هذا النوع من الرواج بقوة برواج تفريغ المنتجات السمكية. ويخصص لحاجيات أسطول الصيد وبدرجة ثانية للاستهلاك في المناطق الحضرية وقد وصل حجمه 90806 طن في 2011.
- تفريغ المنتجات السمكية
يعتبر هذا الرواج الأكثر أهمية. ويشمل الأسماك السطحية الطازجة ومنتجات أعالي البحار والصيد الساحلي بالإضافة إلى الأسماك المجمدة للتصدير.

## الظروف البحرية[16]

### التوجيهات البحرية

#### المد والجزر
مد وجز بالداخلة شبه يومي يتميز بمدين وجزرين في غضون 24 ساعة . سجل ارتفاع المد 3 أمتار (مد استثنائي).

#### التيارات
يوجد داخل الخليج تيارات شمال غربية وجنوب شرقية أو جنوب شرقية وشمال غربية راجعة أساسا إلى حركة المد والجزر

### ظروف الولوج والرسو
يتم الدخول الميناء عبر قناتين :
◊ قناة الولوج «سارغة»
◊ قناة داخلية مشتركة لموانئ الداخلية «ميناء المدينة والميناء الجديد».
تم وضع أربع عوامات جانبية على القناة الأولى؛
عند الوصول يجب على السفن استخدام القناة المُشار إليها على الخرائط والوثائق البحرية والمحددة بالمحور جنوب غرب بدء من عوامة الوصول عند الموقع 23°36.5 غربا ; 00,1 °16 شمالا
تم وضع عوامتين خضراوين DK5 و DK7 على القناة الرئيسية على الجانب الأيمن وعوامة دوران.
تحدد تنظيمات استغلال الميناء قواعد الوصول والإرساء الأخرى.

### الإشارات البحرية
◊ الإشارات البحرية البرية
- تم إلغاء الضوء المركزي حاليا نظرا لأشغال توسعة للميناء؛
- ضوء جانبي يسرة؛
- ضوء جانبي يمنة.
◊ الإشارات البحرية العائمة
- ست عوامات جانبية (DK1 و DK2 و DK3 و DK4 و DK5 و DK6)؛
- عوامة وصول
- عوامة دوران .

## رواج الميناء[17]

### سجل الرواج المينائي خلال سنة 2011 حوالي 580 92 طن
◊ استيراد 90806 طن من المحروقات عن طريق المساحلة مخصص إلى حد كبير لأسطول الصيد والاستهلاك المحلي؛
◊ تصدير 1774 طن من الأسماك المجمدة. سجل رواج الأسماك المجمدة المصدرة 039 21 طن و 169 50 بالطريقة التقليدية أي ما مجموعه 208 71 طن. وهو أفضل أداء من حيث الصادرات منذ بداية اشتغال الميناء في 2001. ومع ذلك فقد تقلص هذا الرواج منذ 2008 بعد إلغاء خط بين الداخلة ولاس بالماس. ويتم تصدير الرواج التجاري المتعلق بالأسماك السطحية المجمدة عن طريق الحاويات عبر ميناء أكادير (باستثناء بعض العمليات العرضية في ميناء الداخلة).
◊ سجل الرواج التجاري في 2011 زيادة طفيفة قدرها ٪1 مقارنة بعام 2010 بسبب تقلب نسبته ٪3 في رواج المحروقات المكون الرئيسي لهذا الرواج.

### سجل الرواج المتصل بتفريغ الأسماك خلال سنة 2011 352962 طن.
218243 طن من الأسماك السطحية بزيادة ٪27 مقارنة بسنة 2010؛
134719 طن من الأسماك الساحلية بانخفاض قدره ٪30 مقارنة بسنة 2010.

## خطوط منتظمة[18]
تؤمن ناقلة حاويات خطا منتظما بين نواذيبو والداخلة والعيون ولاس بالماس.

## روابط خارجية
- وزارة التجهيز والنقل المغربية.